# Bougou (Burkina Faso)
Pour les articles homonymes, voir Bougou.
Bougou est une localité située dans le département de Nagbingou de la province du Namentenga dans la région Centre-Nord au Burkina Faso. 

## Géographie
Localité dispersée en plusieurs petits centres d'habitations, Bougou se trouve à environ 8 km au sud de Nagbingou et à 3 km au nord-ouest de la route nationale 3.

## Économie
L'agriculture est la principale activité économique du village avec l'exploitation sur 10 ha d'un bas-fond rizicole pour la production de riz pluvial.

## Éducation et santé
Le centre de soins le plus proche de Bougou est le centre de santé et de promotion sociale (CSPS) de Nagbingou tandis que le centre médical d'importance le plus proche est le centre hospitalier régional (CHR) de Kaya dans la province voisine.